# Notomegabalanus buckeridgei
Notomegabalanus buckeridgei is een zeepokkensoort uit de familie van de Balanidae. De wetenschappelijke naam van de soort is voor het eerst geldig gepubliceerd in 2002 door Cariol.